# Glenbalodectes
Glenbalodectes is een geslacht van rechtvleugeligen uit de familie sabelsprinkhanen (Tettigoniidae). De wetenschappelijke naam van dit geslacht is voor het eerst geldig gepubliceerd in 1985 door Rentz.

## Soorten
Het geslacht Glenbalodectes omvat de volgende soorten:
- Glenbalodectes amaroo Rentz, 1985
- Glenbalodectes narranga Rentz, 1985
- Glenbalodectes norrisi Rentz, 1985